# Großer Eutiner See

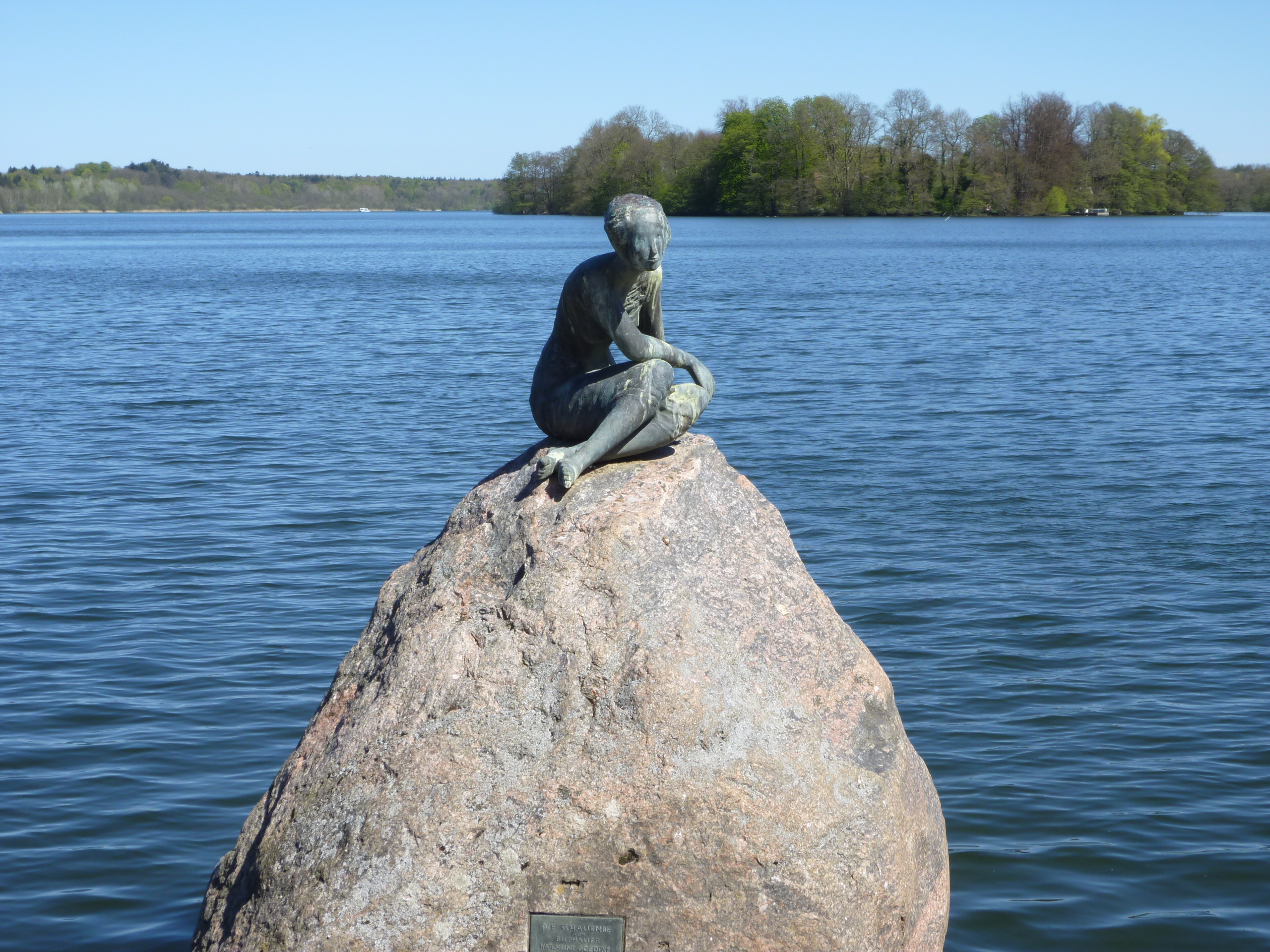
Blick auf den Großen Eutiner See mit der Bronzestatue Die Schauende

Der Große Eutiner See ist ein See in der Holsteinischen Schweiz nordöstlich der Stadt Eutin.

## Topographie
Der unregelmäßig geformte See ist 230 ha groß, bis zu 17 m tief und liegt etwa 26,7 m ü. NN.

## Geographie
In dem durch die
Bebensundbrücke abgetrennten Westteil des Sees, die Fissauer Bucht, fließt sein Hauptzufluss, die Schwentine, ein und ein wenig weiter westlich wieder aus.
Im Großen Eutiner See liegen zwei Inseln:
Die so genannte Liebesinsel und die Fasaneninsel, auf der die Ursprünge der Besiedlung jener Gegend liegen und die ein Blickachsenzielpunkt der ehemaligen Barockgartenanlage am Eutiner Schloss war. Sie ist wieder bewohnt und in Privatbesitz.
Das gesamte Gebiet ist durch die hügeligen Moränenlandschaft der Holsteinischen Schweiz gekennzeichnet.

## Ufer

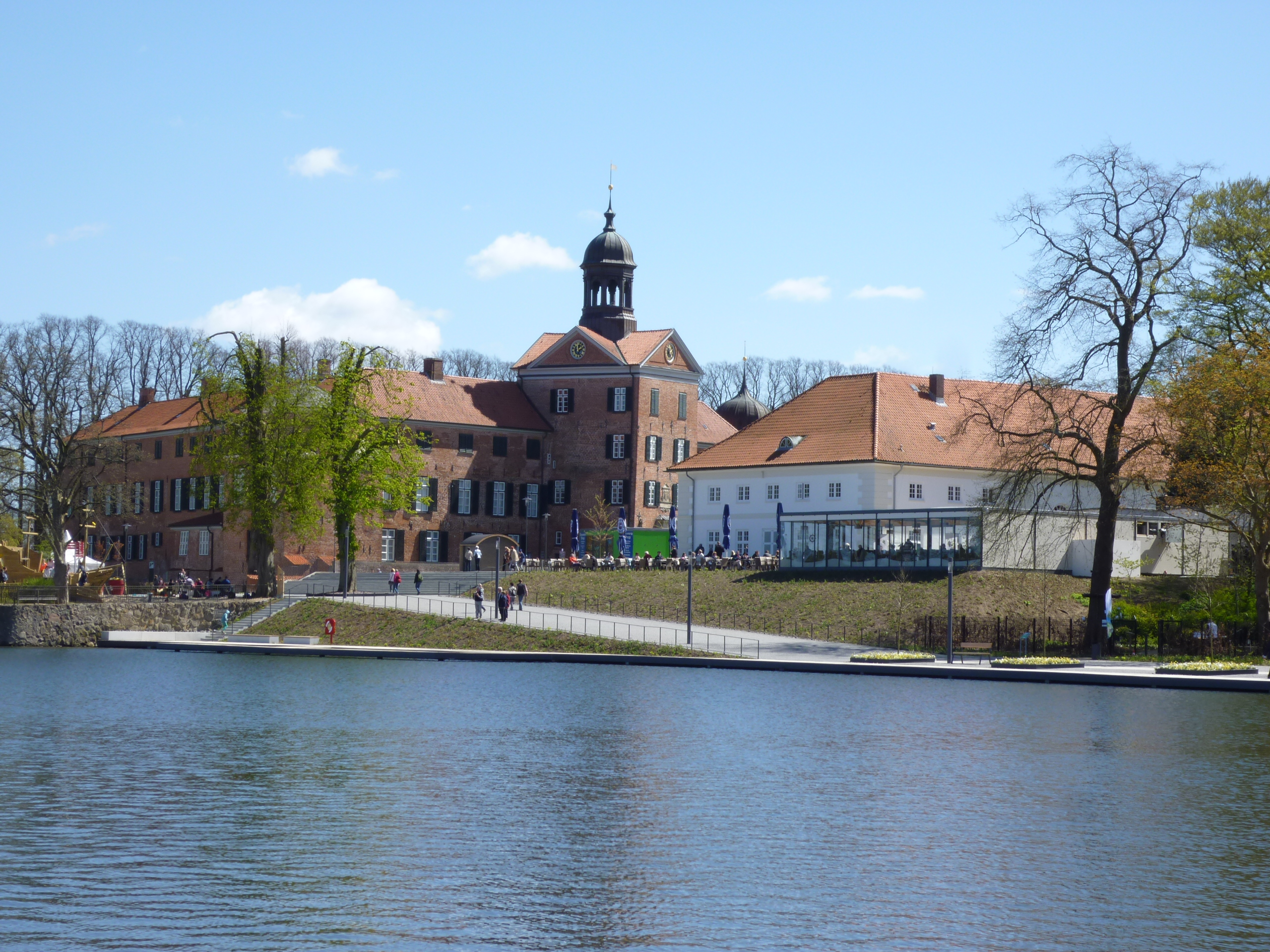
Blick auf das Eutiner Schloss mit der sanierten Stadtbucht davor

Auf nördlicher Seite grenzt der Seeschaarwald direkt an.  Abgesehen vom östlichen Teil des Sees wird das Ufer von den Parkanlagen wie dem Schlossgarten und dem Seepark beziehungsweise durch die Bebauung der Stadt Eutin und dessen Ortsteil Fissau dominiert. Dabei grenzt neben dem Eutiner Schloss, dem Schwimmbad und der historischen Badeanstalt auch die Freilichtbühne der im Sommer stattfindenden Eutiner Festspiele, die durch einen architektonisch anspruchsvollen Neubau ersetzt werden soll, direkt an den See. Dies ist ein Teilprojekt der Eutiner Stadtsanierung, die im Rahmen der Landesgartenschau 2016 initiiert wurde und durch die Neugestaltung insbesondere des südwestlichen Ufers des Sees mit seinen Parkanlagen auch das Erscheinungsbild des Sees beeinflusste.

## Nutzung

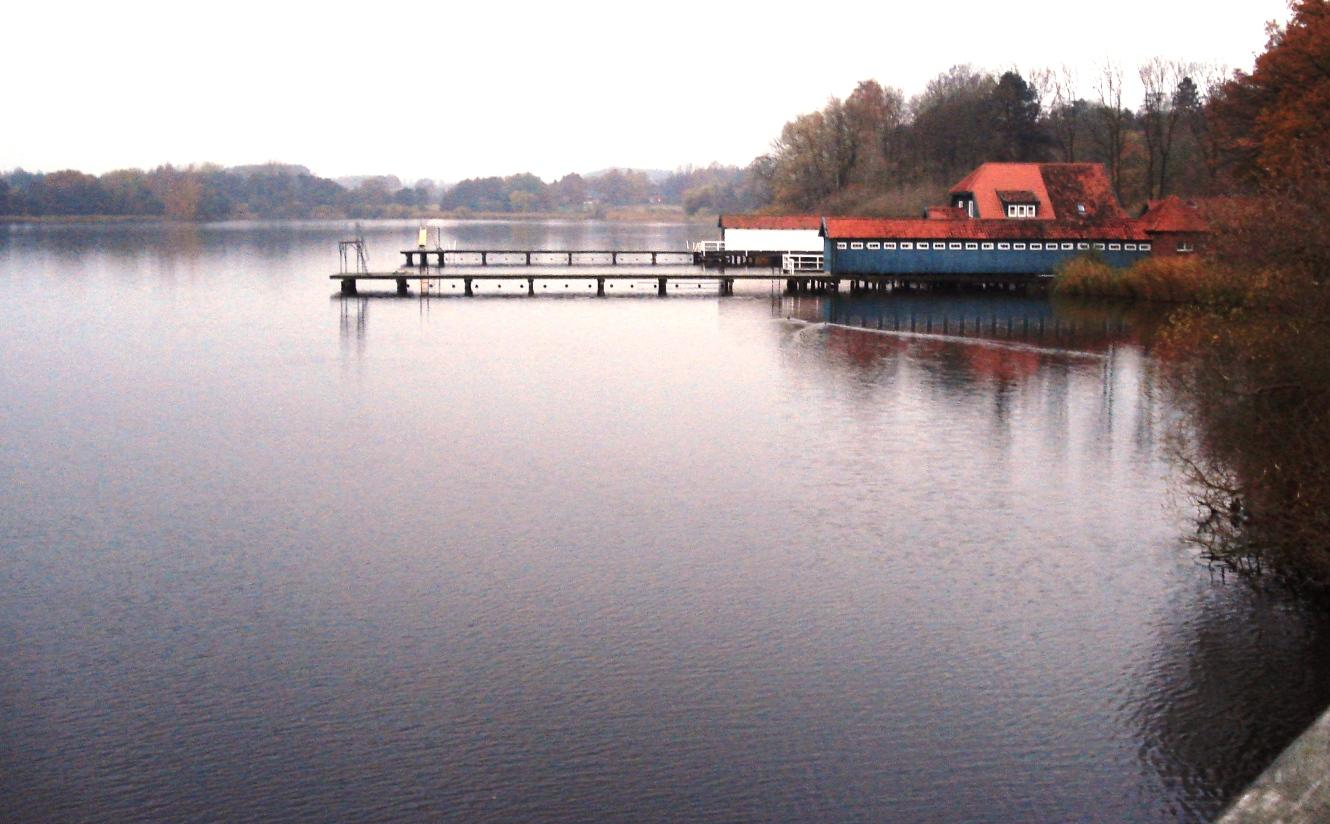
Blick von der Bebensundbrücke auf den östlichen Teil der Fissauer Bucht mit der Badeanstalt

Der See und die Fissauer Bucht werden von zwei Wassersportvereinen genutzt, dabei bildet der See den Anfang des befahrbaren Teils der Schwentine, die bis zur Kieler Förde reicht, für Wasserwanderer. Außerdem gibt es mit der historischen Badeanstalt, deren Eintritt kostenlos ist, eine Freibadeanstalt, die im Sommer mit entsprechender Infrastruktur geöffnet ist.
Touristisch ist der See neben dem Wegenetz, das den See komplett umfasst, unter anderem durch einen Campingplatz und Seerundfahrten mit dem Ausflugsschiff  Freischütz erschlossen.